# ثامر مهدي (شاعر)
ثامر مهدي (1974 -) هو شاعر سعودي.

## حياته ونشأته
ولد الشاعر ثامر مهدي امطيلق في قرية التوبي عام 1974 م شرق المملكة العربية السعودية.

## دواوينه
صدرت له ثلاثة دواوين شعرية، لولا النهر والمرايا عام 2007 عن دار كنعان للدراسات والنشر، والمحو عام عن دار الغاوون اللبنانية 2011 كما نشرت له مجموعة بعنوان مختارات شعرية وهي عبارة عن قصائد كان قد كتب أغلبها في بداية حياته الشعرية.

## مسيرته وسيرته
تمتاز تجربة الشاعر بالتجديد الدائم كما يحتوي شعره على المواضيع التي تثير إشكاليات الوجود مستثمراً الفكر الفلسفي الذي يزاوج بين نظرية المعرفة وبين الماركسية وفلسفة التصوف. كما أن له تجربة في كتابة المقالة الفنية وقام بنشر العديد من القصص التي تتناول الواقع النفسي لشخصياتها بشكل تهكمي، وقد تأثر بـ الواقعية السحرية. كما نشرت له فصول من روايتين لم تطبعا بعد.